# Adolph Hesse
Pour les articles homonymes, voir Hesse.
Adolph Friedrich Hesse est un organiste et compositeur allemand, né à Breslau le 30 août 1809 et mort dans la même ville le 5 août 1863.